# James Beattie
James Scott Beattie (Lancaster, 27 de fevereiro de 1978) é um ex-futebolista inglês que atuava como centroavante.
Nascido em Lancaster, Lancashire, ele chegou ao Blackburn e assinou com o time em 1995. Posteriormente jogou por Southampton, Everton, Sheffield United, Stoke City, Rangers, Blackpool e Accrington Stanley. para uma segunda passagem. Quando foi contratado pelo Everton e também pelo Sheffield United na sua primeira passagem, ele foi a maior transferência da história dos clubes naquela ocasião.

## Carreira
Beattie iniciou sua carreira no Blackburn, onde disputou apenas sete partidas durante suas duas temporadas na equipe principal do clube. Deixou o Blackburn se transferindo para o Southampton, que pagou um milhão de libras, onde teria durante as próximas seis temporadas, seus melhores desempenhos, os quais o levaram para a Seleção Inglesa, onde disputou apenas cinco partidas.
No Southampton, chegaria ao mais próximo de conquistar um título em sua carreira, quando foi finalista da Copa da Inglaterra em seu penúltimo ano no clube. Aceitou se transferir para o Everton quando tinha 27 anos, que pagou seis vezes mais por seu passe que o Southampton pagou quando o contratou, mas não conseguiria ter as mesmas atuações da sua passagem pelo Southampton, marcando apenas quinze gols em duas temporadas.
Acabaria sendo aconselhado para deixar o clube pelo próprio treinador, seguindo para o menor Sheffield United por quatro milhões de libras. Neste, voltaria a ter suas grandes atuações de outrora durante suas duas temporadas, o que lhe renderam uma transferência para o Stoke City por 3,5 milhões. No Stoke, porém, marcaria apenas nove vezes em quarenta partidas durante uma temporada e meia, deixando o clube para assinar com o Rangers por duas temporadas. Porém, após disputar dez partidas e não marcar nenhuma vez, acabou sendo emprestado em 31 de janeiro de 2011 ao Blackpool até o término da temporada.